# 奶油酥皮
奶油酥皮是撻、法式鹹派、西式餡餅、苹果派、鸡肉派等糕點的底料之一。奶油酥皮由穀粉、豬油、起酥油、黄油或全脂人造奶油製成。